# 西克羅皮克 (亞利桑那州)
西克羅皮克（英語：Cyclopic）是位於美國亞利桑那州莫哈維縣的一個非建制地區。該地的面積和人口皆未知。

## 地理
西克羅皮克的座標為35°46′58″N 114°14′46″W / 35.78278°N 114.24611°W，而該地的平均海拔高度為1320米（即4340英尺）。